# Samostan Neguc
Samostan Neguc (armensko Նեղուցի վանք) je samostan, ustanovljen v 10. ali 11. stoletju, ki se nahaja na jasi na pobočju hriba s pogledom na dolino in vas Arzakan v provinci Kotajk v Armeniji. Stoji približno 2 km severozahodno od središča vasi. V bližini so še druge cerkve, predvsem ruševine samostana/cerkve Guki Vank iz 13. stoletja, ruševine cerkve S. Astvacacine (1207) in ruševine cerkve Surb Gevorg iz 13. stoletja.

## Arhitektura
Samostan sestavlja cerkev S. Astvacacine (Sveta Mati Božja) z velikim sosednjim gavitom. Južno od cerkve in gavita ter v njuni neposredni bližini so ostanki pravokotne vdolbine stavbe, ki je nekoč obsegala dve sobi. Tu so ostanki velikih vrat in štirih stebrov. Morda je služila kot majhna cerkev z gavitom. Vzhodno od glavne cerkve se na hribu razprostira srednjeveško pokopališče z majhno kapelico.
S. Astvacacina ima tri stene, ki so ostale nedotaknjene, medtem ko sta se južna stena ter večina tamburja in kupole že sesedla. Struktura je v primerjavi s sosednjim gavitom razmeroma slabo okrašena. Na severni steni in oltarju ima ozka okna, na južni steni pa je verjetno imela še eno. V gavit cerkve vodi portal z zahoda, neposredno nasproti oltarja.
Na severozahodni steni se gavit naslanja na pobočje hriba. Vse prvotne stene, strop in deli kupole so še vedno ohranjeni, medtem ko se zunanjost ni tako dobro ohranila. Dostop v gavit je mogoč skozi glavni in bogato okrašen vhod na južni steni, skozi vhod na nasprotni (severni) steni ali pa iz cerkve S. Astvacacine. Štirje zelo veliki stebri podpirajo obok, ki nosi težo strehe nad njim. Obok kupole je sestavljen iz šestih križajočih se lokov, ki na sredini tvorijo okulus, ki prepušča svetlobo v prostor. Na stenah, stebrih, kapitelih in lokih je več napisov iz 13. stoletja. Na stenah je tudi nekaj velikih nizkoreliefnih rezbarij hačkarjev.

## Galerija
- Pogled na Neguci Vank z Arzakanom v ozadju
- Pogled na samostan
- Jugozahodni pogled na samostan
- Velik hačkar blizu S. Astvacacine
- Kupola gavita
- Jugozahodni pogled na kapelico
- Vrata kapelice